# Ultralar
A Ultralar foi uma rede de lojas de departamentos fundada em 1956 por Ernesto Igel, uma das pioneiras no setor de grandes magazines.
Surgiu principalmente com a intenção da Ultragas de popularizar o fogão, até então raro no país, para impulsionar o negocio principal: o botijão de gás.

## História
Surgiu como um braço da Empresa Brasileira de Gás a Domicilio, que em 1938 deixaria de ser uma empresa regional para atuar em todo o país como Ultragaz S/A. Como o numero de fogões a gás era muito pequeno Ernesto Igel também começou a produzir e comercializa-los através de lojas próprias que depois foram reunidas nas Lojas Ultralar. Seu slogan usado era “Na Ultralar dá pé”, a empresa em 1965 também patrocinou na TV Globo o telejornal Ultra Notícias, sucedido posteriormente pelo Jornal Nacional. A Ultralar fez parte do Ibovespa entre Setembro de 1970 e Setembro de 1973 tendo suas ações negociadas na Bolsa de Valores.
Em 1974 segue a tendência das grandes lojas da época como Pão de Açúcar (Jumbo) e Eletroradiobraz (Baleia) abre seu primeiro hipermercado o Ultracenter Ultralar localizado na Marginal Pinheiros em São Paulo vendido um ano mais tarde ao Carrefour que chegava ao Brasil atraído pelo grande mercado consumidor potencial e a baixa concorrência entre as empresas nacionais do setor, principalmente nos mercados paulista e carioca. 
Na inicio década de 90 o Grupo Ultra inicia o processo de desinvestimento de unidades fora do negócio principal, distribuição de gás e petroquímica e inclui nesse processo as Lojas Ultralar com 44 lojas nos estados de São Paulo, Rio de Janeiro e Rio Grande do Sul são vendidas ao Grupo Susa Vendex (a reunião do conglomerado nacional Victor Malzoni com o holandês Vendex), que também controlava as lojas Sandiz e a Sears. Foi nessa época que começou um programa para a modernização da Ultralar e ela passa a se chamar Ultralar & Lazer incorporando algumas lojas da Sears no estado do Rio de Janeiro. Ainda na década de 90 foi desfeita a associação entre o Grupo Malzoni e o Grupo Vendex e algumas empresas foram fechadas como Sears e Dillard’s e outras vendidas como a Drogasil e Ultralar & Lazer.
Em 2000 com 17 lojas a empresa já sente o reflexo das mudanças do mercado e começa a ter problemas econômicos. Para evitar a falência da empresa Paulo dos Santos entra em negociação com o Ponto Frio e Casas Bahia para vendê-la, mas a venda não se concretizou. Em maio do mesmo ano é decretada a falência  tendo a maioria de seus pontos adquiridos pelas Casas Bahia.